# Alloniscus allspachi
Alloniscus allspachi là một loài chân đều trong họ Alloniscidae. Loài này được miêu tả khoa học năm 2000 bởi Nunomura.